# Jugement (droit)
Pour les articles homonymes, voir Jugement.
 (décembre 2014).
Un jugement est une décision du pouvoir judiciaire.

## Par pays

### France
Un jugement est une décision juridictionnelle.
La décision peut relever, par exemple, d'une question criminelle ou pénale contre une ou plusieurs personnes déclarées coupables à l'issue d'un procès, ou régler un litige en matière civile.
Le jugement est définitif et acquiert la force de la chose jugée lorsque tous les recours ont été épuisés ou leur délai dépassé.

#### Jugement en matière pénale
Deux principes contraignent ces jugements en matière pénale :
- nullum crimen sine lege : c'est à la loi de définir les infractions; le juge ne peut inventer un délit ;
- nulla poena sine lege : aucune peine si la loi ne prévoit pas de peine pour un acte, même répréhensible.

La décision peut être de plusieurs types :
- acquittement
- probation
  - suspension du prononcé de la condamnation
  - sursis à l'exécution de la peine
- la confiscation de certains biens
- l'amende
- l'internement[réf. nécessaire]
- l'emprisonnement et ses peines alternatives, le travail d'intérêt général et la peine de formation.
- déchéance de certains droits, par exemple du droit de conduire
- indemnisation des victimes pour les dommages subis

#### Jugement en droit civil
- Le jugement sur le fond et le jugement avant dire droit
- Le jugement gracieux et le jugement contentieux
- Le jugement ordinaire et jugement d'expédient (convenu)

#### Effets des jugements
- Le dessaisissement du juge
- L'autorité de la chose jugée
- La force exécutoire des jugements

#### Publicité des jugements
En France, en 2015, le portail data.gouv.fr dans le cadre de la politique d’ouverture des données publiques met à disposition de tous (en open data, en Licence Ouverte) plusieurs bases de données correspondant à plusieurs centaines de milliers de documents juridiques ; ces données étaient autrefois diffusées par la DILA sur Légifrance pour le compte du Conseil d'Etat et de la Cour de cassation (fonds documentaire de la base CASS). Le fonds documentaire INCA (décisions inédites de la Cour de cassation ; non publiées au Bulletin depuis 1989) est également disponible, de même que le fonds documentaire JADE.
Depuis la loi du 7 octobre 2016 pour une République numérique, dite « Loi Lemaire », les juridictions françaises seront dorénavant tenues de mettre à disposition du citoyen « dans un standard ouvert, aisément réutilisable et exploitable par un système de traitement automatisé » les décisions de justice rendues. L'effet de loi est toutefois atténué par l'absence d'un décret d'application dû à la difficulté d'anonymiser les décisions. La promulgation de la loi Lemaire a entraîné la création d'une multitude de startups dans le domaine du droit, les « legaltechs ».
Le 21 mars 2019, le Conseil constitutionnel a rendu une décision qui vient confirmer la loi Lemaire et consacre le droit d’accès des tiers aux copies des décisions de justice, en considérant que les juridictions ne peuvent qu’exceptionnellement leur opposer un refus.

#### Voies de recours
Les voies de recours se divisent en « voies de recours ordinaires » (opposition, contredit et appel) et « voies de recours extraordinaires » (tierce-opposition, révision et pourvoi).
En cas de désaccord avec le jugement, la partie perdante ou le condamné peut :
- interjeter (et non « faire ») appel
- faire opposition ou tierce-opposition
- faire un recours en révision
- former (et non « faire ») un pourvoi en cassation dans certains cas

### Suisse
En Suisse, un jugement est une décision prise par une autorité judiciaire mettant fin au procès.
Pour prendre sa décision, l'autorité procède notamment à une « pesée des intérêts » en présents.